# Ed Lacy
Ed Lacy (* 25. August 1911 als Leonard „Len“ S. Zinberg in New York City; † 7. Januar 1968 in Harlem) war ein US-amerikanischer Schriftsteller, der in Deutschland vorrangig durch seine Kriminalromane und Detektivgeschichten bekannt wurde. Er nutzte zusätzlich das Pseudonym Steve April und schrieb in frühen Jahren auch unter seinem Geburtsnamen.

## Leben
Ed Lacy war Sohn von Elizabeth und Max Zinberg. Die Ehe von Lacys Eltern scheiterte schon nach wenigen Jahren. Elizabeth Zinberg heiratete danach den Juristen Maxwell Wyckoff, Bankangestellter und Absolvent der Yale University. Ed Lacy war damals 10 Jahre alt. Ende der 1920er Jahre besuchte er das City College of New York. Im Anschluss durchstreifte er verschiedene US-Staaten und bestritt dabei seinen Lebensunterhalt durch Gelegenheitsjobs. 1940 kehrte Lacy nach New York zurück und heiratete seine Frau Esther, mit der er eine – möglicherweise adoptierte – Tochter mit Namen Carla hatte.
Viele seiner frühen Kurzgeschichten veröffentlichte er unter seinem Geburtsnamen Leonard Zinberg schon in den 1930ern, hauptsächlich in Literaturzeitschriften, wie etwa im Story Magazin oder im Coronet. Thrilling Sports, eine Sportzeitschrift, druckte seine zweite Boxer-Story ab; große Anerkennung bescheinigte man ihm später aufgrund enormer Sach- und Fachkompetenz des Boxsports. Er war Mitglied der League of American Writers.
Nach dem Zweiten Weltkrieg bis zu seinem Tode arbeitete Ed Lacy weiter als vielschreibender, freiberuflicher Autor, teilweise finanziell auf seine Familie angewiesen. In seinem mit dem Edgar Award ausgezeichneten Kriminalroman Room to Swing ließ Lacy als erster Autor mit Toussaint „Touie“ Marcus Moore einen schwarzen Privatdetektiv als Protagonisten agieren. Seinem politischen Selbstverständnis entsprechend überließ er in der Regel schwarzen Privatdetektiven aber auch anderen, aus seiner Sicht unterdrückten Minderheiten die Hauptrolle in seinen Büchern. Obwohl weißer New Yorker Bürger jüdischen Glaubens tauchen seine Geschichten in den Sammlungen schwarzer Autoren auf, so etwa mit der Story The Right Thing in der Anthologie The Best Short Stories by Afro-American Writers, 1925–1950.
Ed Lacy war herzkrank und hatte bereits vor 1960 einen ersten Herzanfall. Er starb im Alter von 56 Jahren an einem schweren Herzinfarkt in einem Waschsalon nahe seiner Wohnung in Harlem.

## Auszeichnungen
- 1958 Edgar Allan Poe Award (Kategorie Best Novel) für Room to Swing (dt. Mord auf Kanal 12. Goldmann, München 1968[3])

## Werke

### Romane
(als Ed Lacy)

#### David Wintino-Serie
- 1957 Lead with Your Left (dt. Weshalb starb Wales. Siegel-Buch, Hamburg 1958[4])
- 1967 Double Trouble (dt. Puppe im Brautkleid. Goldmann, München 1966)

#### Toussaint M. Moore-Serie
- 1957 Room to Swing (dt. Mord auf Kanal 12. Goldmann, München 1968[3][5])
- 1964 Moment of Untruth (dt. Der Tod des Matadors. Goldmann, München 1969[3])

#### Lee Hayes-Serie
- 1965 Harlem Underground (dt. Geheimauftrag Harlem. Goldmann, München 1967[3])
- 1967 In Black & Whitey (dt. Schwarz auf Weiss. Goldmann, München 1973[3], ISBN 3-442-04243-7)

#### Standalones
- 1951 The Woman Aroused
- 1952 Sin in Their Blood (dt. Sünde im Blut. Goldmann, München 1972[3], ISBN 3-442-04247-X)
- 1953 Strip for Violence (dt. Gefährliche Neugier. Siegel-Buch, Hamburg um 1958)
- 1954 Enter Without Desire (dt. Telefon – Sandyhook 776. Siegel-Buch, Hamburg 1958[6])
- 1954 Go for the Body
- 1955 The Best That Ever Did It[7] (dt. Besondere Kennzeichen. Nest, Frankfurt/M. 1958)
- 1956 The Men from the Boys (dt. Verdammter Polyp. Goldmann, München 1968[3])
- 1958 Breathe No More, My Lady
- 1958 Shakedown for Murder (dt. Ein sanftes Ende. Goldmann, München 1973[3], ISBN 3-442-04261-5)
- 1959 Be Careful How You Live[8] (dt. Mit leeren Händen. Goldmann, München 1967)
- 1959 Blonde Bait (dt. Blonde Beute. Goldmann, München 1969[3])
- 1960 The Big Fix (dt. Knockout für Killer. Goldmann, München 1969[3])
- 1960 A Deadly Affair
- 1961 Bugged for Murder (dt. Die Frau, die keiner kannte. Goldmann, München 1969[3])
- 1961 The Freeloaders
- 1961 South Pacific Affair
- 1963 The Sex Castle[9]
- 1963 Two Hot to Handle[10]
- 1964 Sleep in Thunder[11] (dt. Ein gutes Gewissen. Goldmann, München 1958[3])
- 1965 Pity the Honest
- 1966 The Hotel Dwellers
- 1968 The Napalm Bugle
- 1969 The Big Bust

### Kurzgeschichten
- 1963 Two hot to handle (dt. Zwei Eisen im Feuer. Goldmann, München 1969[3])
- 1969 The Short Night (dt. Flüchtige Begegnung. Goldmann, München 1969[3])

### Ed Lacy in Anthologien
- 1945 Don’t Call Me Yellow! In: Fight Stories, Winter 1945
- 1948 Loudmouth. In: Fight Stories, Sommer 1948
- 1951 The Real Sugar. In: Esquire, April 1951
- 1951 The Paradise Package. In: Esquire, Juni 1951
- 1951 The Devil in Black Lace. In: Mystery Digest, Juli 1951
- 1957 Finders-Killers. In: Alfred Hitchcock’s Mystery Magazine, März 1957
- 1957 As Red as Blood!. In: Off Beat Detective Stories, Mai 1962
- 1957 The Devil in Black Lace. In: Mystery Digest, Juli 1957
- 1958 Life Sentence. In: Alfred Hitchcock’s Mystery Magazine, Oktober 1958
- 1958 How Heavy Is Green? In: Alfred Hitchcock’s Mystery Magazine, November 1958
- 1959 Less Lives Than a Cat. In: Off Beat Detective Stories, März 1959
- 1959 Killer Nymph. In: Mystery Tales, August 1959
- 1959 Big BrainsÀBig Dough![12] In: Off Beat Detective Stories September 1959
- 1959 Blood Won’t Wash Out. In: Off Beat Detective Stories, Mai 1959
- 1960 You’re My Knife! In: Off Beat Detective Stories, Mai 1960
- 1960 Freeze Creep! In: Two-Fisted Detective Stories, Juni 1960
- 1960 Crime Doesn’t Pay – Enough. In: Alfred Hitchcock’s Mystery Magazine, August 1960
- 1960 Burn for Me, Darling. In: Off Beat Detective Stories September 1960
- 1961 Ghost Beat. In: Web Detective Stories, Januar 1961
- 1961 Mask of Terror! In: Two-Fisted Detective Stories, Januar 1961
- 1961 The Naked Blanco. In: Argosy, April 1961
- 1961 So Young to Die. In: Web Detective Stories, Mai 1961
- 1961 The Death of El Indio. In: Manhunt, Oktober 1961
- 1962 The Square Root of Death. In: The Saint Detective Magazine, (UK) März 1962
- 1962 Lucky Catch. In: Alfred Hitchcock’s Mystery Magazine Mai 1962
- 1962 Murder in Paradise. In: Argosy, Juli 1962
- 1962 I Did It for – Me. In: The Saint Detective Magazine, September 1962
- 1963 The Devil You Know.... In: The Saint Detective Magazine, April 1963
- 1963 Death, the Black-Eyed Denominator. In: Alfred Hitchcock’s Mystery Magazine September 1963
- 1963 Tuxedo Junction. In: Alfred Hitchcock’s Mystery Magazine, Oktober 1963
- 1963 Book Bonus – Murder, Caribbean-Style! In: Argosy, November 1963
- 1966 Sic Transit. In: The Saint Detective Magazine, (UK) Februar 1966
- 1966 ... Who married Dear Old Dad. In: The Man from U.N.C.L.E. Magazine, April 1966
- 1966 The Eunuch. In: The Saint Detective Magazine, August 1966
- 1966 I Dunit. In: P.S., August 1966
- 1967 Murder, He Says? In: The Girl from U.N.C.L.E. Magazine, Oktober 1967
- 1968 The Taut Alibi. In: Mike Shayne Mystery Magazine, Juni 1968
- 1968 The Clean-Cut Murder. In: Mike Shayne Mystery Magazine, Oktober 1968
- 1968 Night Games. In: Mike Shayne Mystery Magazine, November 1968
- 1969 Time to Kill. In: Mike Shayne Mystery Magazine, August 1969